# Scleddau
Scleddau är en community i Storbritannien.   Den ligger i kommunen Pembrokeshire och riksdelen Wales, i den södra delen av landet, 300 km väster om huvudstaden London.
Den 3 maj 2012 uppgick Trecwn community i Scleddau community.